# Magdalena Camargo Lemieszek
Magdalena Camargo Lemieszek poeta polaco-panameña nacida el 1 de julio de 1987 en Szczecin, Polonia. Obtuvo el Diplomado en Creación Literaria de la Universidad Tecnológica de Panamá en el 2007. Ha dictado talleres literarios infantiles y ha dirigido talleres literarios y publicaciones en la editorial artesanal Diablo Rojo Cartonera. 
Además, ha editado diversas revistas en Panamá. Actualmente, realiza estudios de Lengua y Literatura Española en la Universidad de Panamá.

## Premios
Sus cuentos, El pájaro y la cometa y Todos los cuentos anidan en tu vientre, ganaron la primera Mención de Honor y la tercera Mención de Honor en el concurso Premio Universidad Tecnológica de Panamá a la Promesa Literaria 2007.
Ganó el Premio Nacional de Poesía Joven Gustavo Batista Cedeño en tres ocasiones: en el 2008 con su poemario Malos hábitos; en el 2012, con el poemario El espejo sin imagen y, en el 2018, con el poemario El preciso camino hacia la nada. 
Además, obtuvo un accésit en el Premio Adonáis de Poesía 2015 por su poemario La doncella sin manos.
En el 2019, obtiene el Primer Lugar en el XXXIX Premio de Poesía León A. Soto con su poemario El Iceberg.

## Publicaciones
En el 2009, el Instituto Nacional de Cultura, por medio de la Editorial Mariano Arosemena, publicó su poemario Malos hábitos. En el 2011, se publicó, de manera independiente, una edición limitada de Malos hábitos y otros textos, una selección de poemas y prosa poética de este poemario y otros escritos inéditos. En el 2016, Ediciones Rialp S.A. publicó La doncella sin manos. El Instituto Nacional de Cultura publicó El espejo sin imagen en el 2017.
Ha sido publicada y traducida al catalán en la Antología Panamericana (Poetas nacidas después de 1976) de la revista virtual sèrieAlfa. También ha sido traducida al polaco, al ruso y al inglés. Sus poemas han sido publicados en la revista virtual La Estafeta del Viento, de Casa de América, y en la antología virtual Hijas de diablo hijas de santo: poetas hispanas actuales, elaborada por Daniela Camacho para la revista La Raíz Invertida. Forma parte del libro colectivo Contar no es un juego (2007) y de Antología80 (2010), de Diablo Rojo Cartonera; Me vibra, Brevísima Antología Arbitraria Chile-Panamá (2011) y 4M3R1C4 2.0: Novísima poesía latinoamericana (2012), entre otras antologías.

## Festivales y encuentros
Ha participado en múltiples festivales literarios y encuentros, tales como el VI Festival Internacional de Poesía en Quetzaltenango, Guatemala (2010); I Festival Internacional de Poesía Ars Amandi en Ciudad de Panamá, Panamá (2010); VII Festival Internacional de Poesía de Granada, Nicaragua (2011); Festival Internacional de Poesía de Granada, España (2011); Festival San Francisco de la Montaña, en la provincia de Veraguas, Panamá (2011); Festival Internacional de Poesía de Medellín (2015), V Encuentro de Poesía “Ciudad de los Anillos”, Santa Cruz de la Sierra, Bolivia (2018); XXVIII Festival Internacional de Poesía de Medellín, Colombia (2018); II Festival Internacional de Poesía Los Confines, Gracias, Honduras (2018); XVIII Festival de Poesía de Cali, Colombia (2018); XXI Encuentro de Poetas Iberoamericanos de Salamanca, España (2018); IV Festival Internacional de Poesía de Madrid, España (2018); Chengdu International Poetry Week, China (2019); y en el II Encuentro Interoceánico de Escritoras (2010), realizado en diversas ciudades de Panamá.

## Obras
- Malos Hábitos, Premio Joven Gustavo Batista Cedeño 2008
- El espejo sin imagen, Premio Joven Gustavo Batista Cedeño 2012
- La doncella sin manos (Accésit en el Premio Adonáis) 2015
- El preciso camino hacia la nada , Premio Joven Gustavo Batista Cedeño 2018
- El Iceberg, Primer Premio del XXXIX Premio de Poesía León A. Soto 2019